# Кос, Эллис
Эллис Бонофф Кос (англ. Ellis Bonoff Kohs; 12 мая 1916, Чикаго — 17 мая 2000, Лос-Анджелес) — американский композитор.
Родился в еврейской семье. Учился в Сан-Францисской консерватории, а после переезда семьи в Нью-Йорк в 1928 году — в Институте музыкального искусства. Далее получил степень магистра музыки в 1938 году в Чикагском университете (ученик Карла Бриккена), позднее занимался также композицией под руководством Бернарда Вагенара (в Джульярдской школе) и Уолтера Пистона (в Гарвардском университете), изучал музыковедение у Хуго фон Лайхтентритта и Вилли Апеля, посещал композиторский семинар Игоря Стравинского.
В годы Второй мировой войны дирижировал военными оркестрами в Форт-Беннинге, Сент-Джозефе и Нэшвилле. В 1946—1948 годах преподавал композицию в Уэслианском университете, затем недолгое время в Стэнфордском университете и, наконец, в 1950—1988 годах в Университете Южной Калифорнии.
Среди произведений Коса — опера «Америка» (1969) по одноимённому роману Франца Кафки, музыка к трагедии Шекспира «Макбет» (1947), виолончельный (1947) и скрипичный (1980, к столетию Университета Южной Калифорнии) концерты, две симфонии (1950, 1957), концерт для оркестра (1942). Вокальные циклы Коса были написаны на тексты традиционных песен индейцев навахо и на слова из Эпоса о Гильгамеше. Соната для скрипки и фортепиано (1948) была написана Косом по заказу Самуила Душкина, Камерный концерт для альта и струнного квартета (1949) — по заказу Ференца Мольнара, первая симфония — по заказу Пьера Монтё. Косу также принадлежит ряд учебников, в том числе «Музыкальная теория» (англ. Music Theory, a Syllabus for Teacher and Student; 1961), «Музыкальная форма» (англ. Musical Form: Studies in Analysis and Synthesis; 1976) и «Музыкальная композиция» (англ. Musical Composition: Projects in Ways and Means; 1980).